# Jurij Roš
Jurij Roš (srbsko: Đorđe Roš, Ђорђе Рош), srbski vojak slovenskega porekla, * 20. avgust 1896, Beograd, † 3. marec 1977, Nea Roda.
Bil je častnik jugoslovanske vojske, pionir letalstva, ustanovitelj obnovitvenega odbora ter dobrotnik samostana Hilandara.

## Življenjepis
Rodil se je leta 1896 v Beogradu kot sin slovenskega inženirja Boštjana Roša. V knjigi 'Zanimljiva istorija Srba u 147 priča' je navedeno, da je Jurij Roš sin Nemca, ki je prišel v Srbijo kot strokovnjak za izgradnjo železnice.
Med obiskovanjem šestega letnika realke se je kot prostovoljec udeležil druge balkanske vojne. Dve leti pozneje je postal kadet 43. razreda nižje šole vojaške akademije.
Leta 1915 je sodeloval v bojih pri obrambi Beograda. V bitki na Donavskem pristanu, kjer se je boril pod poveljstvom majorja Gavrilovića, je bil težje ranjen. Do leta 1917 je bil premeščen v taborišče Eger na Češkem, od koder je poskušal dvakrat pobegniti. Rdeči križ ga je kasneje odpeljal v Švico. Ob koncu vojne je na Solunski fronti postal vojaški pilot. Je eden pionirjev srbskega civilnega, športnega in vojaškega letalstva. Po vojni je bil povišan v čin stotnika, a je vojaško službo opustil in skupaj z bratom Dušanom odšel na zdravljenje in študij v tujino.
Med obema svetovnima vojnama sta bila brata Roš lastnika trgovskega podjetja Eksport-import Roš, ki je jugoslovansko kraljevo vojsko oskrbovalo z vojaško opremo iz Nemčije.
Roš je na Dunaju spoznal Norvežanko Osto (kasneje se je preimenovala v Ljubico) in se z njo leta 1924 poročil v samostanu Rakovica. Postal je tudi častni konzul Kraljevine Norveške v Beogradu. Kot solastnik velikega izvozno-uvoznega podjetja v Beogradu je med letoma 1935 in 1939 organiziral in financiral obnovo samostana Gračanica.
Ker je bil ob zamenjavi oblasti na seznamu ljudi za likvidacijo po hitrem postopku, se je leta 1944 z družino izselil iz Jugoslavije. Z ženo sta se odpravila na popotovanje po osrednjem delu Evrope, končala pa v Švici, kjer se je družina ponovno zbrala. Po hudih težavah sta se odločila za odhod v Argentino, kamor je družina prispela leta 1948. Na južnoameriški celini so Roševi ostali do leta 1960, nato pa so se preselili v Nemčijo.

## Nenadna smrt
Đorđe Roš je nenadno umrl 3. marca 1977 med potjo v samostan Hilandar. Takratna oblast mu želje, da bi bil pokopan v samostanu Rakovica, poleg očeta in matere v družinski grobnici, ni izpolnila. Hvaležni hilandarski menihi so ga pokopali v samostanskih vratih in je edini, ki počiva na meniškem pokopališču, ne da bi za časa svojega življenja deloval kot menih.